# Rolewiec
Rolewiec – jezioro na Pojezierzu Dobiegniewskim, położone w województwie lubuskim, w powiecie strzelecko-drezdeneckim, w gminie Dobiegniew.

## Położenie i opis
Jezioro położone jest w północno-wschodniej części powiatu strzelecko-drezdeneckiego, na Pojezierzu Dobiegniewskim. Do zachodnich brzegów jeziora przylegają zabudowania Dobiegniewa. Od wschodu do jeziora przylega wieś Rolewice.

## Hydronimia
Jezioro pojawia się w źródłach w 1934 roku jako Röllfitz See, a następnie Röllfitz See — Rolewiec (1949), Rolewice (2003). Państwowy rejestr nazw geograficznych jako nazwę urzędową akwenu podaje Rolewiec, wymieniając nazwę oboczną Rolewice.

## Morfometria
Według danych Instytutu Rybactwa Śródlądowego powierzchnia zwierciadła wody jeziora wynosi 32,2 ha. A. Choiński, poprzez planimetrowanie na mapach 1:50 000, określił wielkość jeziora na 31 ha. 
Średnia głębokość zbiornika wodnego to 3 m, a maksymalna to 6,1 m. Objętość jeziora wynosi 973,9 tys. m³. Maksymalna długość jeziora to 1930 m, a szerokość 210 m. Długość linii brzegowej wynosi 4300 m.
Według Atlasu jezior Polski (red. J. Jańczak, 1996) lustro wody znajduje się na wysokości 54,5 m n.p.m., natomiast według numerycznego modelu terenu udostępnionego przez Geoportal 53,3 m n.p.m.

## Zagospodarowanie
Administratorem wód jeziora jest Regionalny Zarząd Gospodarki Wodnej w Bydgoszczy. Utworzył on obwód rybacki, który obejmuje między innymi wody jeziora Rolewiec, Wielgie, Kukwa, Nadolinek wraz z wodami cieku łączącego te jeziora (Obwód rybacki Jeziora Wielgie na cieku Mierzęcka Struga – Nr 3).

## Ochrona środowiska
Jezioro znajduje się na obszarze chronionym w ramach programu Natura 2000 o nazwie Lasy Puszczy nad Drawą oraz na obszarze chronionego krajobrazu Puszcza Drawska.